# Cobitis pontica
Cobitis pontica es una especie de peces de la familia Cobitidae en el orden de los Cypriniformes.

## Reproducción
Es ovíparo, es decir que se reproduce por huevos.

## Morfología
Las hembras pueden llegar alcanzar los 10,05 cm de longitud total.

## Hábitat
Vive en zonas de clima templado.

## Distribución geográfica
Se encuentra en Turquía.